# Шолохов, Михаил Александрович
Михаи́л Алекса́ндрович Шо́лохов (24 мая 1905, хутор Кружилинский, станица Вёшенская, Донецкий округ, область Войска Донского, Российская империя — 21 февраля 1984, станица Вёшенская, Вёшенский район, Ростовская область, РСФСР, СССР) — русский советский писатель, журналист и киносценарист. Действительный член АН СССР (1939). Военный корреспондент (1941—1945). Полковник (1943).
Лауреат Сталинской премии первой степени (1941), Ленинской премии (1960). Лауреат Нобелевской премии по литературе (1965). Дважды Герой Социалистического Труда (1967, 1980).

## Биография

### Молодость
Родился 24 мая 1905 года на хуторе Кружилин в станице Вёшенской (ныне — хутор Кружилинский в Шолоховском районе Ростовской области) Российской империи.
Отец, Александр Михайлович, родился в 1865 году в городе Зарайске Рязанской губернии, к казачеству не принадлежал, был «шибаем» (скупщиком скота), сеял хлеб на покупной казачьей земле, служил приказчиком в коммерческом предприятии хуторского масштаба, управляющим на паровой мельнице и т. д. Дед по отцу был купцом третьей гильдии, родом из города Зарайска, переселился со своей большой семьёй на Верхнюю Донщину в середине 1870-х годов, приобрёл дом с подворьем и занялся скупкой зерна.
Мать, Анастасия Даниловна, родилась в 1871 году, дочь крестьянина-переселенца на Дон, бывшего крепостного Черниговской губернии. Долгое время была в услужении в панском имении Ясеневка. Как cирота, была насильно выдана замуж помещицей Поповой, у которой служила, за сына станичного атамана Кузнецова. Но впоследствии она покинула своего супруга и ушла к Александру Шолохову. Их сын Михаил появился на свет незаконнорождённым и был записан на фамилию официального мужа матери — Кузнецов. Только после смерти официального мужа в 1913 году родители мальчика смогли обвенчаться в церкви хутора Каргин (ныне — станица Каргинская), и Михаил получил фамилию «Шолохов».

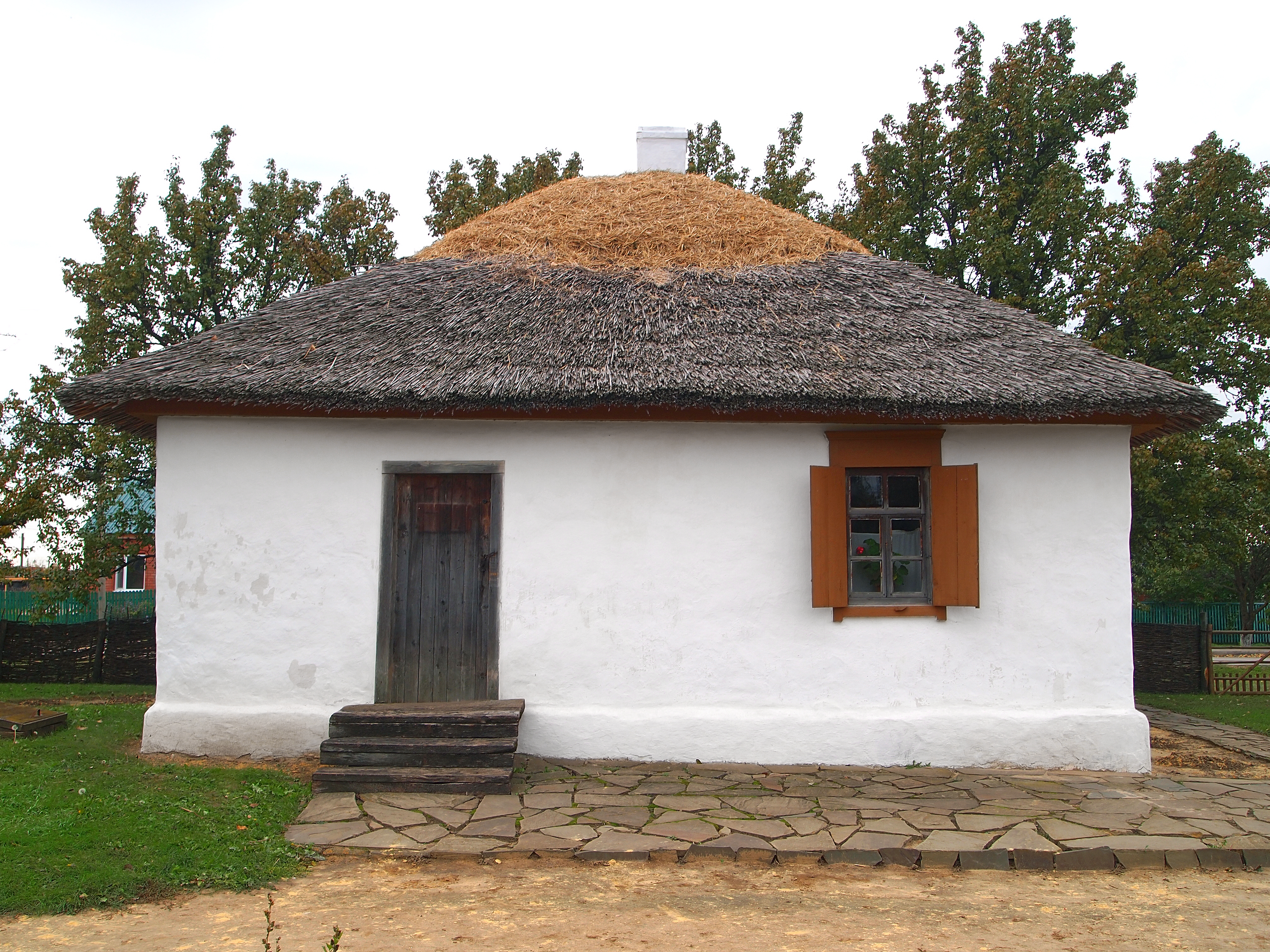
Дом, в котором семья Шолоховых жила в станице Каргинская; ныне расположен на улице Советской (д. 49) станицы Каргинская Боковского района Ростовской области

В 1910 году семья переехала в хутор Каргин: Александр Михайлович поступил на службу к каргинскому купцу. Отец пригласил местного учителя Тимофея Тимофеевича Мрыхина для обучения мальчика грамоте. В 1912 году семилетний Михаил поступил сразу во второй класс Каргинской министерской (а не церковно-приходской, как утверждают некоторые биографы писателя) начальной школы. Сидел за одной партой с Константином Ивановичем Каргиным — будущим писателем, написавшим весной в 1930 году повесть «Бахчевник». В 1914 году отец привёз сына в Москву. Михаил учился один год в подготовительном классе 8-й Московской мужской (Шелапутинской) гимназии. Ровно через год родители перевели мальчика в гимназию г. Богучара Воронежской губернии. С 1915 по 1918 год Михаил Шолохов жил в семье законоучителя Д. Тишанского. В это время Михаил начал сочинять свои первые рассказы, записывал их в тетрадку. Его сочинения в классе хвалила учительница Ольга Павловна Страхова, некоторые зачитывала вслух. Перед приходом в город оккупационных немецких войск, со слов Михаила, он бросил учёбу и уехал на хутор домой (семья в то время жила на хуторе Плешаков, что на Дону против станицы Еланской, где отец работал управляющим паровой мельницей. В Плешках Шолоховы жили прямо на мельнице, в завозчицкой, в небольшом каменном доме).
В 1918—1919 годах Михаил Шолохов окончил четвёртый класс Вёшенской гимназии.
В 1920 году семья переехала снова в станицу Каргинскую (после прихода Советской власти), где отец Александр Михайлович получил должность заведующего Заготовительной конторы № 32 Донпродкома, а его сын Михаил стал учителем по ликвидации неграмотности среди взрослого населения в хуторе Латышове, затем — делопроизводителем Каргинского станичного ревкома.
В 1920—1921 годах Михаил Шолохов жил с семьёй в станице Каргинской. После окончания ростовских налоговых курсов получил назначение на должность продовольственного инспектора в станицу Букановскую, затем вступил в продотряд, участвовал в продразвёрстке. В 1920 году продотряд во главе с 15-летним Шолоховым попал в плен к Махно. Тогда он думал, что его расстреляют, но его отпустили.
2 декабря 1921 года Михаил был принят на должность помощника бухгалтера Заготовительной конторы № 32 Донпродкома, где до этого работал его отец Александр Михайлович Шолохов.
В Москве Шолохов пытался продолжить образование, а также пробовал свои силы в писательском труде. Однако поступить на подготовительные курсы рабфака не удалось из-за отсутствия требуемых для поступления трудового стажа и направления комсомола, в котором он не состоял. На первых порах работал грузчиком, разнорабочим, каменщиком, далее устроился в домоуправлении рабочего жилищно-строительного кооператива «Берите пример!», председателем которого был Л. Г. Мирумов (Мирумян). Жил в общежитии. Занимался самообразованием, принимал участие в работе литературной группы «Молодая гвардия», посещал учебные занятия, которые вели В. Б. Шкловский, О. М. Брик, Н. Н. Асеев. Активную помощь в устроении повседневной московской жизни М. А. Шолохова и в продвижении в свет первых литературных произведений с его автографом оказал кадровый сотрудник ЭКУ ГПУ, большевик с дореволюционным стажем — Леон Галустович Мирумов (Мирумян), с которым М. А. Шолохов познакомился в станице Вёшенская ещё до приезда в Москву.
В сентябре 1923 года за подписью «Мих. Шолох» в комсомольской газете «Юношеская правда» («Молодой ленинец») был напечатан фельетон — «Испытание», через месяц появился второй фельетон — «Три», а затем и третий — «Ревизор». Жить и учиться в Москве не было возможности, и в декабре 1923 года М. А. Шолохов вернулся в Каргинскую, а затем — в станицу Букановскую, где и посватался к Лидии Громославской — одной из дочерей бывшего станичного атамана Петра Яковлевича Громославского. Но бывший атаман сказал: «Бери Марию, и я сделаю из тебя человека». 11 января 1924 года 18-летний М. А. Шолохов женился на старшей дочери — Марии Петровне Громославской (1901—1992), которая работала учительницей начальной школы (в 1918 году М. П. Громославская училась в Усть-Медведицкой гимназии, директором которой в то время состоял Ф. Д. Крюков).
В декабре 1923 года — выезд М. А. Шолохова из Москвы в станицу Каргинскую, к родителям, и вместе с ними — в Букановскую, где жила его невеста Лидия Громославская и будущая жена Мария Петровна Громославская (так как их отец Пётр Яковлевич Громославский настоял на женитьбе М. А. Шолохова на старшей дочери Марии).
11 января 1924 года — венчание М. А. и М. П. Шолоховых в Покровской церкви станицы Букановской. Регистрация брака в Подтёлковском ЗАГСе (станица Кумылженская).
В 1927 году был допрошен по делу Харлампия Васильевича Ермакова, к тому времени уже расстрелянного, о чём ему не сказали. Объяснил связи с Ермаковым тем, что Ермаков — прототип главного героя романа Шолохова. При этом, согласно докладной записке от 4 сентября 1928 года допрашивавшего Шолохова начальника Донского окружного отдела ОГПУ Болотова полномочному представителю ОГПУ СКК и ДССР (Северо-Кавказского края и Дагестанской СССР) Е. Г. Евдокимову сказано: «В процессе беседы с ним <Шолоховым> мне удалось узнать от него некоторые биографические сведения. Так, он говорит, что сам он по происхождению иногородний, но мать — казачка хутора Кружилинского, об отце умалчивает, а рассказывает об отчиме-разночинце, который его усыновил. Отчим занимался одно время торговлей, был также чем-то вроде Управляющего. Воспитывался М. А. Шолохов, оказывается, матерью-казачкой в обстановке казачьего быта».

### Творческая зрелость
Первый рассказ «Звери» (впоследствии — «Продкомиссар»), отправленный М. А. Шолоховым в альманах «Молодогвардеец», не был принят редакцией. 14 декабря 1924 года в газете «Молодой ленинец» вышел рассказ «Родинка». В первом номере «Комсомолия» — литературно-художественном журнале советской молодёжи (редактором его в то время был Александр Жаров), вышедшем в апреле 1925 года, появился рассказ Шолохова «Бахчевник». Затем в 1926 году Шолохов печатает здесь свои рассказы «Смертный враг», «Лазоревая степь», «Батраки», открывшие цикл донских рассказов: «Пастух», «Илюха», «Жеребёнок», «Семейный человек», «Двумужняя» и др. Шолохов становится активным сотрудником журнала; в девятом номере «Комсомолии» за 1926 год на странице 73 помещена дружеская эпиграмма на Шолохова и шарж, сделанный молодыми, только что начинавшими свой путь художниками Кукрыниксами. Рассказы, опубликованные в комсомольской периодике, составили 3 сборника, вышедшие один за другим: «Донские рассказы», «Лазоревая степь» (оба в издательстве «Новая Москва» — 1926) и «О Колчаке, крапиве и прочем» (1927).
В середине 1925 года Михаил Шолохов познакомился с Александром Серафимовичем. Автор «Железного потока» высоко оценил талант молодого автора — первая книга рассказов Шолохова вышла с предисловием Серафимовича.
В своих интервью и автобиографиях Шолохов сообщал, что начал писать «Тихий Дон» (получивший первоначальное название «Донщина») в октябре 1925 года. В это время он жил в станице Букановской в доме родителей жены. Родные жены сначала иронически отнеслись к писательским занятиям двадцатилетнего Шолохова. Особенно тревожилась о муже Мария Петровна — не дай Бог, Мишка с ума сойдёт! — когда Михаил Шолохов две—три ночи не знал ни сна, ни отдыха, работая над будущим романом. Написав 5—6 печатных листов, Михаил Шолохов приостановил работу, стал думать о более широком романе. Замыслы молодого писателя вызывали непонимание, считались бесполезным увлечением молодости. В годы войны рукописи «Донщины» были утрачены.
После возвращения в Каргинскую в семье родилась старшая дочь Светлана (1926—2025, станица Каргинская), затем сыновья Александр (1930—1990, Ростов-на-Дону), Михаил (1935—2013, родился в Москве), дочь Мария (1938, Вёшенская).
В 1926 году умер отец Шолохова — Александр Михайлович, которому едва исполнилось 60 лет. Михаил Шолохов решил обзавестись своим домом. Для постоянного жительства была выбрана станица Вёшенская. «Это было связано с моей работой», — пояснит впоследствии М. А. Шолохов. На первых порах молодая семья снимала под квартиру две комнаты, а в 1928 году купили дом на 3 комнаты с низами и небольшим подворьем. В этом доме на улице Большой (теперь Шолоховской) Михаил Александрович написал почти весь роман «Тихий Дон».
Всего было написано 4 тома в течение 12 лет. Приблизительно, в эти годы Шолохов начинает злоупотреблять спиртным, но учитывая свою популярность, он не слушал никаких советов и наставлений по этому поводу, так продолжалось до 1938 года, пока тему «Шолохов и рюмка» не поставили перед Сталиным, тот вызвал к себе Шолохова и призвал к ответу. Шолохов дал Сталину поразительно смелый ответ: «От такой жизни запьёшь!» И дальше — всё чаще пойдут донесения в высшие инстанции о пьянстве писателя, в итоге в архивах ЦК Шолохов проходил как «безнадёжный алкоголик».
Работа над первыми двумя томами романа «Тихий Дон» заняла у М. А. Шолохова около трёх лет. Сам писатель называл даты: «Первая книга была готова к сентябрю 1927 года, а вторая — к марту 1928 года». Рукопись первой книги «Тихого Дона» Шолохов предложил Гослитиздату, но она была отвергнута. Шолохов отнёс её в журнал «Октябрь», но и там её отклонили. Только после вмешательства А. С. Серафимовича, главного редактора журнала, рукопись без сокращений была заслана в набор. Однако третья книга романа ещё долго не появлялась, а впоследствии также печаталась в журнале «Октябрь» с перерывами и некоторыми сокращениями до октября 1932 года.
В октябре 1930 года принят кандидатом в члены ВКП(б) (не будучи ранее в комсомоле, поскольку Вёшенский райком ещё в 1927 году отказал ему в приёме). С 1932 года — член ВКП(б). Вскоре избран в члены Ростовского крайисполкома.
С 1931 года Шолохов работает специальным корреспондентом
газеты «Правда».

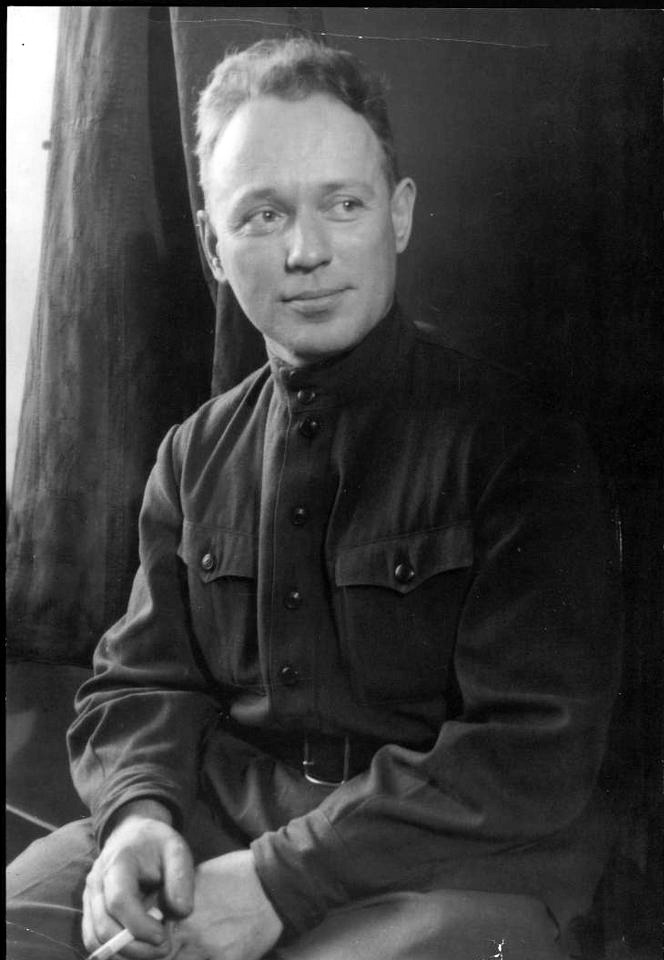
Шолохов, 1938—1939 гг.

Выступил против грубых нарушений законности в период коллективизации, обращался с письмом к И. В. Сталину «расследовать не только дела тех, кто издевался над колхозниками и над советской властью, но и дела тех, чья рука направляла эти действия».
В октябре 1932 года присутствовал на приёме в доме А. М. Горького на улице Малой Никитской в числе других писателей, членов ВКП(б). На встрече говорилось о необходимость создания новой писательской организации — Союза писателей СССР. Среди приглашённых на встречу с руководителями государства — И. В. Сталиным, В. М. Молотовым, К. Е. Ворошиловым и Л. М. Кагановичем — были А. Фадеев, В. Катаев, Л. Леонов, Л. Сейфуллина, М. Кольцов, Э. Багрицкий, С. Маршак, Ф. Панфёров и другие.
28 октября в Московском Кремле состоялась первая встреча Шолохова с И. Сталиным; в журнале посещений Сталина с 1931 по 1940 год значится больше десятка визитов Шолохова.
В 1932 году вместе с Ю. Б. Лукиным, который приехал в Вёшенскую по поручению Гослитиздата, готовит к набору третью книгу «Тихого Дона». Позднее редактировал вместе с Лукиным первую и вторую книги романа.
В 1933 году Гослитиздат выпустил отдельно третью книгу романа. Затем в том же году в серии «Дешёвая библиотека ОГИЗа» были переизданы все три книги.
В 1934 году продолжал работу над книгами «Тихий Дон» и «Поднятая целина». Выезжал в Москву. 14 июня встречался со Сталиным в Кремле. Это было очередное заступничество писателя за простых тружеников, против практики насильственного изъятия хлеба. После встречи Сталин создал комиссию и через неделю Политбюро утвердило постановление ЦК ВКП(б) и СНК «О помощи колхозам Северной области АЧК».
17 августа — 1 сентября Михаил Шолохов принимал участие в работе Первого Всесоюзного съезда советских писателей. Был избран в президиум съезда, затем в состав первого Правления Союза советских писателей вместе с А. Фадеевым, И. Эренбургом, Л. Леоновым, М. Зощенко, В. Вересаевым, Д. Бедным, Ф. Панфёровым, Ф. Гладковым, А. Щербаковым.
В сентябре в издательстве «Советский писатель» вышел в свет роман «Поднятая целина».
28 января 1935 года писатель присутствует на открытии VII съезда Советов. 6 марта состоялась первая публикация I главы 4-й книги «Тихого Дона» в газете «Известия».
В августе 1936 года М. А. Шолохов избирается в состав делегации на Международный конгресс мира.
В 1937 году М. А. Шолохов, несмотря на большую занятость, был избран депутатом Верховного Совета СССР.
В 1938 году Шолохов был под угрозой ареста, о котором сотрудник НКВД Е. Г. Евдокимов ходатайствовал у Сталина.
Во время «большого террора» выступал в защиту арестованных. Шолохов был не первым, кто писал Сталину о злоупотреблениях НКВД, но он был единственным советским писателем, открыто заявлявшим, что система следствия в НКВД недопустима не только по отношению к его близким, но и ко всем подследственным:

Т. Сталин! Такой метод следствия, когда арестованный бесконтрольно отдаётся в руки следователей, глубоко порочен; этот метод приводил и неизбежно будет приводить к ошибкам. Тех, которым подчинены следователи, интересует только одно: дал ли подследственный показания, движется ли дело…
Надо покончить с постыдной системой пыток, применяющихся к арестованным. Нельзя разрешать вести беспрерывные допросы по 5-10 суток. Такой метод следствия позорит славное имя НКВД и не даёт возможности установить истину.— Шолохов — Сталину И. В., 16 февраля 1938
В 1939 году награждён орденом Ленина, был делегатом XVIII съезда КПСС, избран действительным членом Академии наук СССР.
В марте 1941 года издательство «Художественная литература» впервые выпустило в свет полный текст всех четырёх книг романа «Тихий Дон», изданных в одном томе с послесловием Ю. Б. Лукина, словарём диалектной лексики и гравюрами, сделанными по рисункам С. Г. Королькова. Тираж издания составил 100 тысяч экземпляров.
23 июня писатель выступил на митинге перед жителями станицы Вёшенской в связи с нападением фашистской Германии на Советский Союз. В первые дни июля призван на военную службу.
В 1941—1945 годах служил военным корреспондентом Совинформбюро, газет «Правда» и «Красная звезда» (наряду с А. Толстым, И. Эренбургом, А. Платоновым). В 1941 году ему было присвоено воинское звание полковой комиссар. Выполняя задания редакций, Шолохов в годы войны находился в действующей армии: август—октябрь 1941 года — на Западном фронте; октябрь—декабрь 1941 года — на Южном фронте; декабрь 1941 года — январь 1942 года — на Юго-Западном фронте; январь—сентябрь 1942 года — на Южном фронте; сентябрь 1942 года — май 1943 года — на Сталинградском фронте; май 1943 года — март 1945 года — на Западном фронте; март—май 1945 года — на 3-м Белорусском фронте.
В феврале 1942 года Шолохов летел на бомбардировщике в Куйбышев по вызову начальника Совинформбюро, но при посадке самолёт скапотировал. Четверо человек погибли. Лётчик получил перелом позвоночника, а Шолохова тяжело контузило.
В июне 1942 года при бомбардировке станицы Вёшенской во дворе дома М. А. Шолохова трагически погибла мать писателя, Анастасия Даниловна.
22 июня 1942 года, спустя год после начала войны, в газете «Правда» был опубликован рассказ «Наука ненависти», а в мае 1943 года «Правда» и «Красная звезда» опубликовали в нескольких номерах первые 3 главы романа «Они сражались за Родину». В 1974 году Сергей Бондарчук снял фильм «Они сражались за Родину». 9 мая 1945 года Указом Президиума Верховного Совета СССР Михаил Александрович Шолохов был награждён медалью «За победу над Германией в Великой Отечественной войне 1941—1945 гг.».
Демобилизовался в декабре 1945 года в звании полковника.
В 1965 году был удостоен Нобелевской премии по литературе.

### Дети

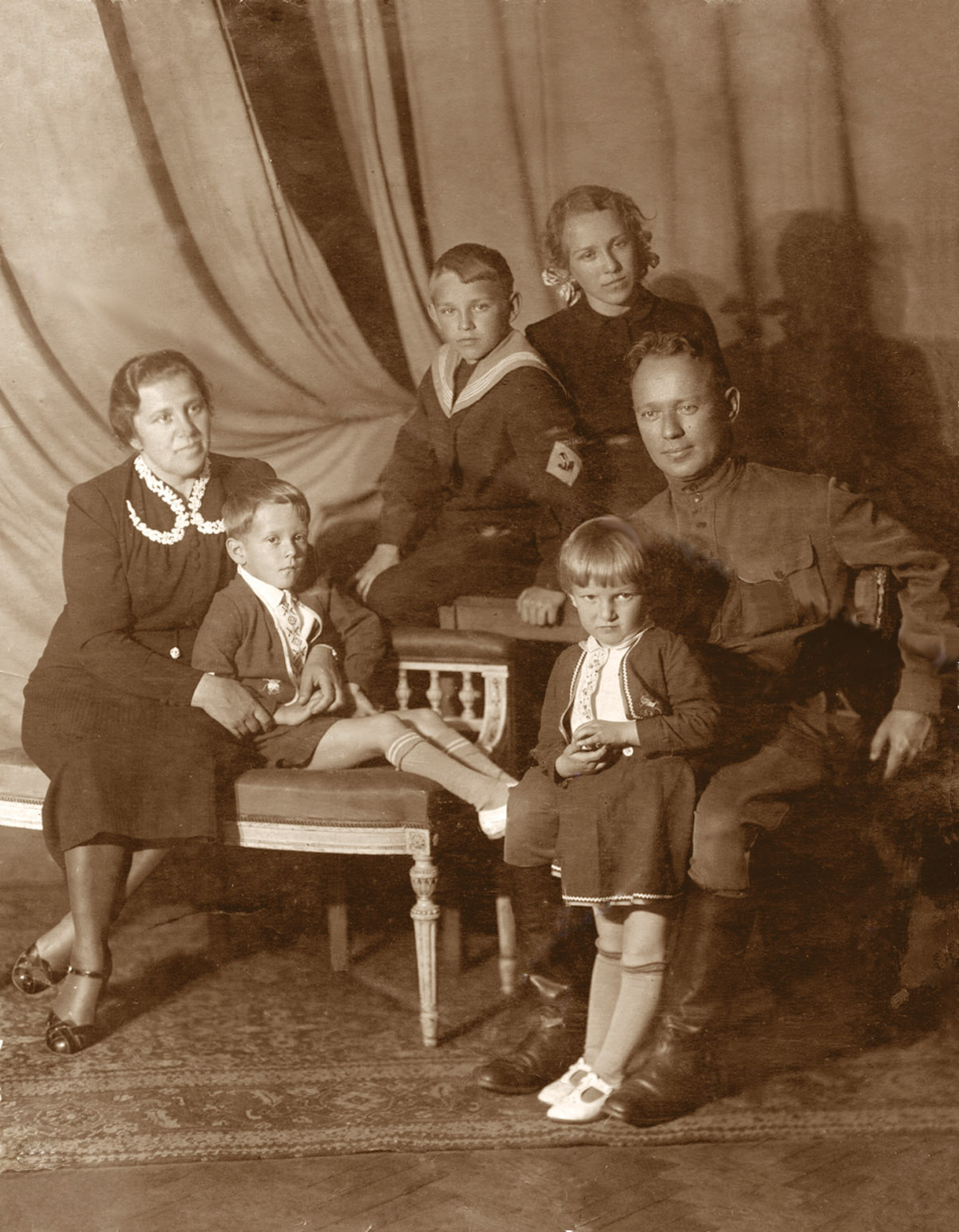
Семья М. А. Шолохова (апрель 1941 года). Слева направо: Мария Петровна с сыном Мишей, Александр, Светлана, Михаил Шолохов с Машей.

- Светлана[9] (1926—2025). Родилась в станице Каргинская.

- Александр (1930—1990)[26]. Место рождения — Ростов-на-Дону[9]. Был женат на Виолетте Гошевой, дочери премьер-министра Болгарии Антона Югова[27]. Окончил Московскую сельскохозяйственную академию имени К. А. Тимирязева, кандидат сельскохозяйственных наук.
- Михаил (1935—2013)[9]. Место рождения — Москва. Сын — политик Александр Михайлович Шолохов.

- Мария (род. 1938). Место рождения — станица Вёшенская[9]. Окончила филологический факультет МГУ имени М. В. Ломоносова, работала в отделе прозы московского издательства «Современник».

### Произведения
- «Донские рассказы»
- «Тихий Дон»
- «Поднятая целина»
- «Они сражались за Родину»
- «Судьба человека»
- «Наука ненависти»
- «Слово о Родине»

#### Ранние рассказы
В 1923 году фельетоны М. А. Шолохова публикуются в газетах. Начиная с 1924 года в журналах появляются его рассказы, объединённые впоследствии в сборники «Донские рассказы» и «Лазоревая степь» (1926).

#### «Тихий Дон»
Российскую и мировую известность Шолохову принёс роман «Тихий Дон» (1928 — 1—2 тт., 1932 — 3 т., 4 т. опубликован в 1940 году) о донском казачестве в Первой мировой и Гражданской войнах; это произведение, объединяющее несколько сюжетных линий, называют эпопеей. Писатель-коммунист, в годы Гражданской войны (1917−1922) бывший на стороне красных, Шолохов значительное место в романе уделяет белому казачеству, а его главный герой — Григорий Мелехов — в конце повествования так и не «приходит к красным». Это вызвало нарекания коммунистической критики; однако столь неоднозначный роман был лично прочитан И. В. Сталиным и одобрен им к печати.
Во время Второй мировой войны «Тихий Дон» был переведён на европейские языки и приобрёл популярность на Западе, а после войны переведён и на восточные языки, на Востоке роман также имел успех.

#### «Поднятая целина»
Роман «Поднятая целина» (т. 1 — 1932, т. 2 — 1959) посвящён коллективизации на Дону и движению «25-тысячников». Здесь высказана авторская оценка хода коллективизации; образы главных персонажей и картины коллективизации неоднозначны. Второй том «Поднятой целины» был утрачен в годы Великой Отечественной войны и восстановлен позже.

#### Военные произведения
М. А. Шолохов опубликовал несколько отрывков из недописанного романа «Они сражались за Родину» (1942—1944, 1949, 1969), рассказ «Судьба человека» (1956). В 1941—1945 годах, работая военным корреспондентом, опубликовал несколько очерков («На Дону», «На юге», «Казаки» и др.) и рассказ «Наука ненависти» (1942), а в первые послевоенные годы — несколько публицистических текстов патриотической направленности («Слово о Родине», «Борьба продолжается» (1948), «Свет и мрак» (1949), «Не уйти палачам от суда народов!» (1950) и др.). Внук Александра Шолохова в 2020 году утверждал в «Российской газете», что во время работы над романом «Они сражались за Родину» у писателя возник конфликт с цензурой при попытке напечатать роман в «Правде»; в письме Леониду Брежневу Шолохов жаловался на это, однако ответа не получил.

### Нобелевская премия
Михаил Шолохов — третий после Ивана Бунина (1933) и Бориса Пастернака (1958) лауреат Нобелевской премии по литературе среди русских писателей.
В 1958 году на Нобелевскую премию по литературе был (в седьмой раз: 1946; 1947; 1948; 1949; 1950; 1957; 1958) выдвинут Борис Пастернак. В марте 1958 года Швецию посетила делегация Союза писателей СССР и узнала, что в числе выдвигаемых вместе с Пастернаком называются имена Михаила Шолохова, Эзры Паунда и Альберто Моравиа. Секретарь правления Союза писателей СССР Георгий Марков доложил в ЦК КПСС, «что среди высших кругов <Шведской> Академии существует определённое мнение в пользу Пастернака», чему нужно было бы противопоставить публикацию материалов «о международной популярности Шолохова, об его широкой известности в Скандинавских странах».
В телеграмме от 07 апреля 1958 года, направленной советскому послу в Швеции, говорилось:

Было бы желательным через близких к нам деятелей культуры дать понять шведской общественности, что в Советском Союзе высоко оценили бы присуждение Нобелевской премии Шолохову. <>
Важно также дать понять, что Пастернак как литератор не пользуется признанием у советских писателей и прогрессивных литераторов других стран.

В 1958 году Нобелевской премии по литературе был удостоен Борис Пастернак.

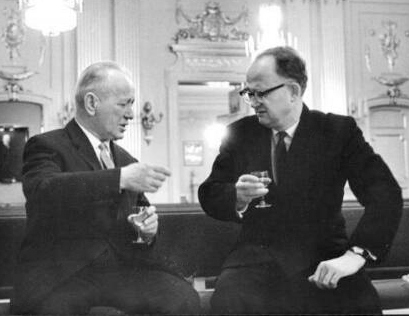
Михаил Шолохов (слева) с советским послом Николаем Белохвостиковым на церемонии вручения Нобелевской премии в 1965 году

В 1964 году французский писатель и философ Жан-Поль Сартр отказался от Нобелевской премии по литературе. В своём заявлении кроме личных причин отказа от премии он также указал, что Нобелевская премия стала «западной высшей культурной инстанцией» и выразил сожаление, что премия не была присуждена Шолохову и что «единственным советским произведением, получившим премию, была книга, изданная за границей и запрещённая в родной стране».
В 1965 году Шолохов был (в одиннадцатый раз: 1948; 1949; 1950; 1955; 1956; 1958; 1961; 1962; 1963; 1964; 1965) выдвинут на Нобелевскую премию по литературе и получил её. Премия была присуждена единогласно «за художественную силу и цельность эпоса о донском казачестве в переломное для России время». Шолохов — единственный советский писатель, получивший Нобелевскую премию по литературе с согласия руководства СССР.
В средствах массовой информации неоднократно говорилось о том, что Михаил Шолохов не поклонился Густаву Адольфу VI, вручавшему премию. По одним источникам, это было сделано намеренно, со словами: «Мы, казаки, ни перед кем не кланяемся. Вот перед народом — пожалуйста, а перед королём не буду и всё…». Михаил Шолохов отрицает данную легенду:
Да нет же, был поклон. Был! Мне протокол ни к чему было нарушать. Я ничего такого не замышлял. <> Король в росте на голову меня превосходил. Ему кланяться можно... А мне как?
В 2016 году Шведская Академия опубликовала список 90 номинантов на премию 1965 года у себя на сайте. Выяснилось, что академики обсуждали идею поделить премию между Анной Ахматовой и Михаилом Шолоховым.
23 февраля 1967 года М. А. Шолохову Указом Президиума Верховного Совета СССР присвоено звание Героя Социалистического Труда.

### Политическая позиция
В июле 1953 года после ареста Л. П. Берии в «Литературной газете» появилась статья Шолохова «Имя изменника проклято и будет забыто».
В 1966 году выступил на XXIII съезде КПСС и высказался о процессе Синявского и Даниэля:
Попадись эти молодчики с чёрной совестью в памятные 1920-годы, когда судили не опираясь на строго разграниченные статьи уголовного кодекса, а руководствуясь революционным правосознанием… (бурные аплодисменты)… Ох, не ту бы меру наказания получили бы эти оборотни! (бурные аплодисменты). А тут, видите ли, ещё рассуждают о суровости приговора! Мне ещё хотелось бы обратиться к зарубежным защитникам пасквилянтов: не беспокойтесь, дорогие, за сохранность у нас критики. Критику мы поддерживаем и развиваем, она остро звучит и на нынешнем нашем съезде. Но клевета — не критика, а грязь из лужи — не краски из палитры художника! 
Это высказывание сделало фигуру Шолохова одиозной для некоторой части творческой интеллигенции в СССР и на Западе.
Шолохов подписал Письмо группы советских писателей в редакцию газеты «Правда» 31 августа 1973 года о Солженицыне и Сахарове.
В марте 1978 года М. Шолохов отправил Л. Брежневу письмо: «Очевидная необходимость активной защиты русской национальной культуры», в котором резко выступил против некоторых литераторов:
Не только пропагандируется идея духовного вырождения нации, но и усиливаются попытки создать для этого благоприятные условия.М. Шолохов, 1978 г.

### Последние годы
23 мая 1980 года в Кружилинском, на родине писателя, открыт Дом-музей М. А. Шолохова, Указом Президиума Верховного Совета СССР Михаил Шолохов награждён орденом Ленина и второй Золотой медалью «Серп и молот». До конца дней жил в своём доме в Вёшенской (в наше время — музей). Сталинскую премию передал в Фонд обороны, Ленинскую премию за роман «Поднятая целина» передал в распоряжение Каргинского сельсовета Базковского района Ростовской области на строительство новой школы, часть Нобелевской премии — на постройку школы в Вёшенской (остальную часть потратил на семейное путешествие по Европе и Японии). Увлекался охотой и рыбной ловлей. С 1960-х годов фактически отошёл от литературы.
21 февраля 1984 года Михаил Александрович Шолохов скончался от рака гортани. Похороны состоялись 23 февраля — траурный кортеж сопровождал эскорт военнослужащих Северокавказского военного округа. Похороны Михаила Александровича состоялись в станице Вёшенской на берегу Дона, но не на кладбище, а во дворе дома, в котором жил писатель. В 1986 году на могиле был установлен памятник работы скульптора О. К. Комова. Памятник выполнен из серого гранита и имеет форму отшлифованной глыбы. На памятнике надпись: «Шолохов».
Жена Михаила Александровича, Мария Петровна Шолохова, умерла 20 января 1992 года в возрасте 91 года, её похоронили рядом с мужем. На могиле М. П. Шолоховой установлен памятник из гранита (автор — Н. В. Можаев).

## Членство в организациях
- ВКП(б) — с 1932 года (кандидат с 1930 года), делегат XVIII—XXVI съездов ВКП(б) / КПСС;
- ЦК КПСС — с 1961 года;
- депутат Верховного Совета СССР 1—10 созывов (с 1937 года);
- действительный член Академии наук СССР (1939).

## Адреса в Москве
- В 1923 году, получив на бирже труда направление на должность счетовода в жилищное управление № 803 на Красной Пресне, вселился в комнату (8 м²) в Георгиевском переулке № 2, кв. 5.
- До 1943 года во время поездок в столицу по литературным делам, Михаил Шолохов останавливался в гостинице «Националь» — жил по две—три недели, не более месяца.
- с 1944 года Михаил Александрович Шолохов с семьёй поселился в Москве, в квартире № 44 дома № 19 по Староконюшенному переулку.
- В 1960-х годов писателю была выделена квартира в доме № 33 на Сивцевом Вражке. Именно сюда приезжал М. А. Шолохов, будучи делегатом партийных и писательских съездов, приезжал на сессии Верховного Совета СССР, по делам.
- В 1975 году писатель получил в Москве новую квартиру — дом № 12, кв. 3 по ул. Звенигородской, в которой останавливался когда приезжал на Пленумы ЦК КПСС и сессии Верховного совета СССР[43].

## Премии
- Сталинская премия первой степени (1941) — за роман «Тихий Дон» (1928—1940).
- Ленинская премия (1960) — за роман «Поднятая целина» (1932—1960).
- Нобелевская премия по литературе (1965) — «За художественную силу и цельность эпоса о донском казачестве в переломное для России время».
- Международная премия мира в области культуры Всемирного совета мира (1975).
- Международная литературная премия «София» (1975).
- Международная премия «Лотос» писателей стран Азии и Африки (1978).

## Награды и звания
- дважды Герой Социалистического Труда

- 23.02.1967
- 23.05.1980

- шесть орденов Ленина

- 31.01.1939
- 23.05.1955 — за выдающиеся заслуги в области художественной литературы и связи с 50-летием со дня рождения
- 22.05.1965
- 23.02.1967 — к званию Герой Социалистического Труда
- 22.05.1975
- 23.05.1980 — к званию Герой Социалистического Труда

- орден Октябрьской Революции (1972).
- орден Отечественной войны I степени (1945).
- медаль «За оборону Москвы».
- медаль «За оборону Сталинграда».
- медаль «За победу над Германией в Великой Отечественной войне 1941-1945 гг.».
- медаль «Двадцать лет победы в Великой Отечественной войне 1941-1945 гг.».
- Медаль «Тридцать лет Победы в Великой Отечественной войне 1941—1945 гг.»
- медаль «За доблестный труд в Великой Отечественной войне 1941-1945 гг.».
- золотая медаль имени Александра Фадеева (1972).
- орден «Георгий Димитров» (1975) (Болгария).
- орден «Кирилл и Мефодий» I степени (1975) (Болгария).
- орден «Звезда дружбы народов» I степени (Германская Демократическая Республика).
- орден Сухэ-Батора (Монголия).
- Почётный доктор наук Ростовского государственного университета, Лейпцигского университета имени Карла Маркса, Сент-Эндрюсского университета (Шотландия).

## Память

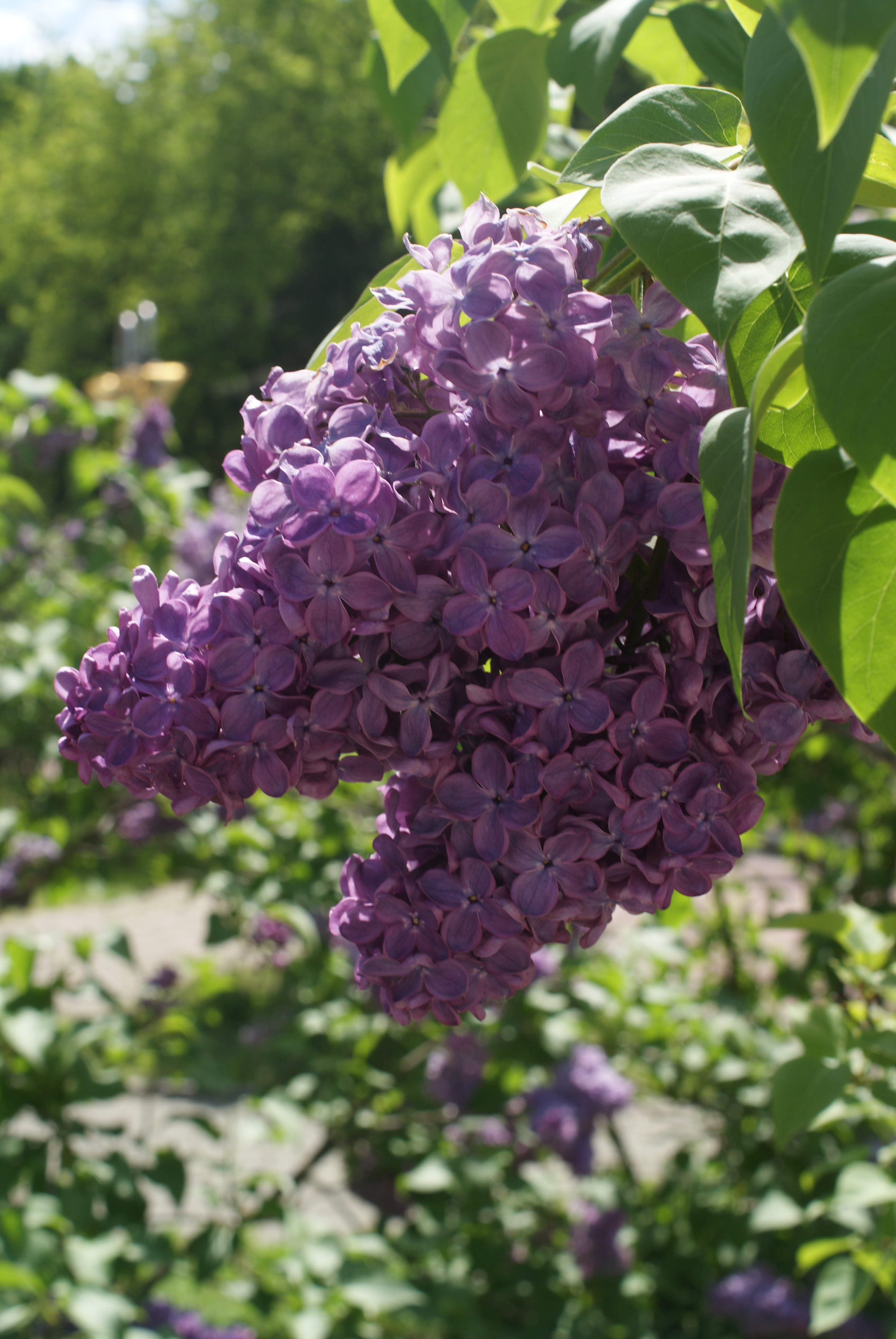
Сирень Sholokhov

- В 1984 году в соответствии с Указом Президиума Верховного Совета СССР и в целях увековечивания памяти М. А. Шолохова Вёшенский район Ростовской области был переименован в Шолоховский.
- 16 мая 2000 года имя Шолохова присвоено Московскому государственному гуманитарному университету (МГГУ) имени М. А. Шолохова.
- В 2002 году имя Шолохова присвоено Московскому президентскому кадетскому училищу войск национальной гвардии Российской Федерации.
- О Шолохове в 2003 году был снят документальный фильм «Писатель и вождь» (об отношениях самого писателя и Сталина).
- 2005 год был объявлен ЮНЕСКО Годом Шолохова[44].
- Именем Шолохова названы проспект в городе Ростове-на-Дону и улица в Москве, а также улицы в станице Вёшенской, городах Алма-Ате, Аксае, Миллерово, Сальске, Богучаре, Днепре, Смоленске.
- В 2009 году был посажен сосновый бор памяти М. А. Шолохова (площадью 1,5 га) в Уральске (Казахстан)[45].
- Именем писателя назван астероид (2448) Шолохов.
- Есть сорт сирени «Михаил Шолохов».
- Оренбургским отделением Союза писателей России в 2020 году была учреждена литературная Шолоховская премия «Они сражались за Родину»[46].
- Михаилу Шолохову установлены мемориальные доски и памятники:
  - Гранитный бюст Шолохова работы скульптора Есена Сергибаева открыт в 2002 году в Уральске (Казахстан).
  - Гипсовый, гранитный и бронзовый бюсты писателя в коллекции и на территории Московского президентского кадетского училища.
  - Памятник Шолохову установлен на Гоголевском бульваре. Скульптор А. Рукавишников и архитектор И. Воеводин.
  - Памятник Михаилу Шолохову на набережной Ростова-на-Дону. Установлен в мае 2000 года в честь 95-летия со дня рождения писателя. Автор скульптуры — Н. В. Можаев.
  - Бюст Михаила Шолохова установлен на Пушкинской улице Ростова-на-Дону.
  - Памятник Михаилу Шолохову со скульптурной композицией «Дозорные» на Волжском бульваре в Москве.

Память Шолохову
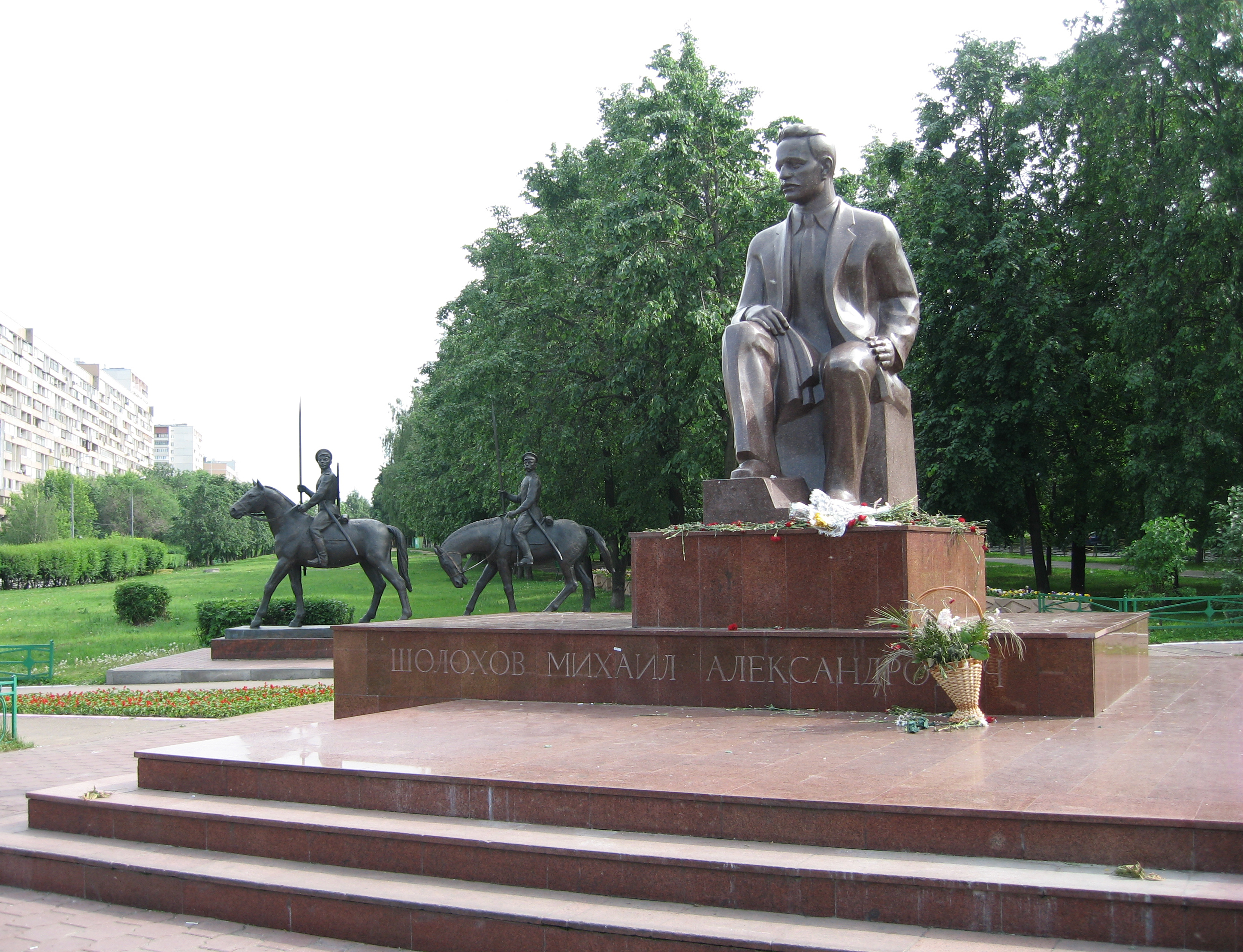
Памятник на Волжском бульваре в Москве
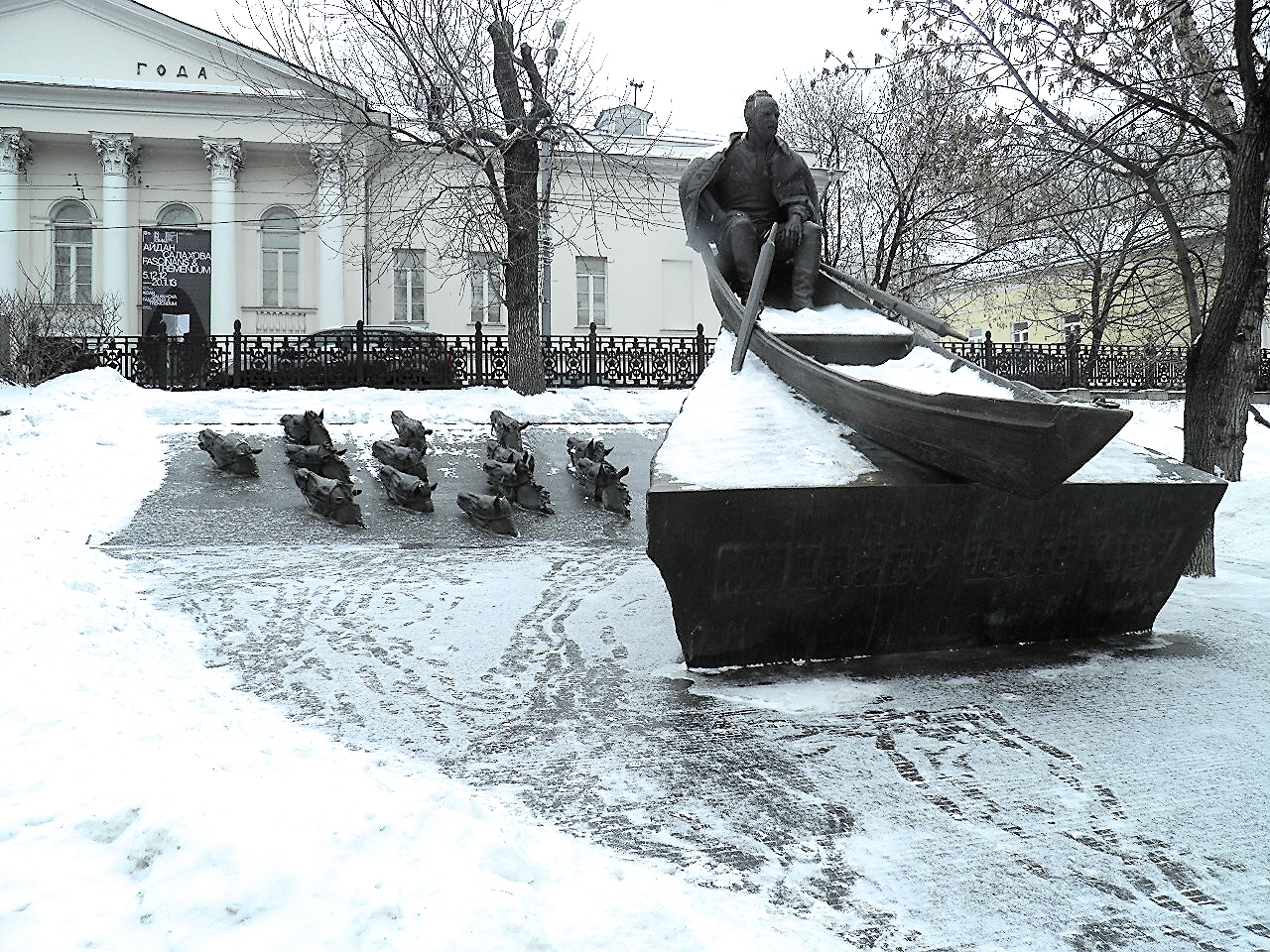
Памятник в Москве на Гоголевском бульваре
Памятник на набережной Ростова-на-Дону
Бюст на Пушкинской улице в Ростове-на-Дону
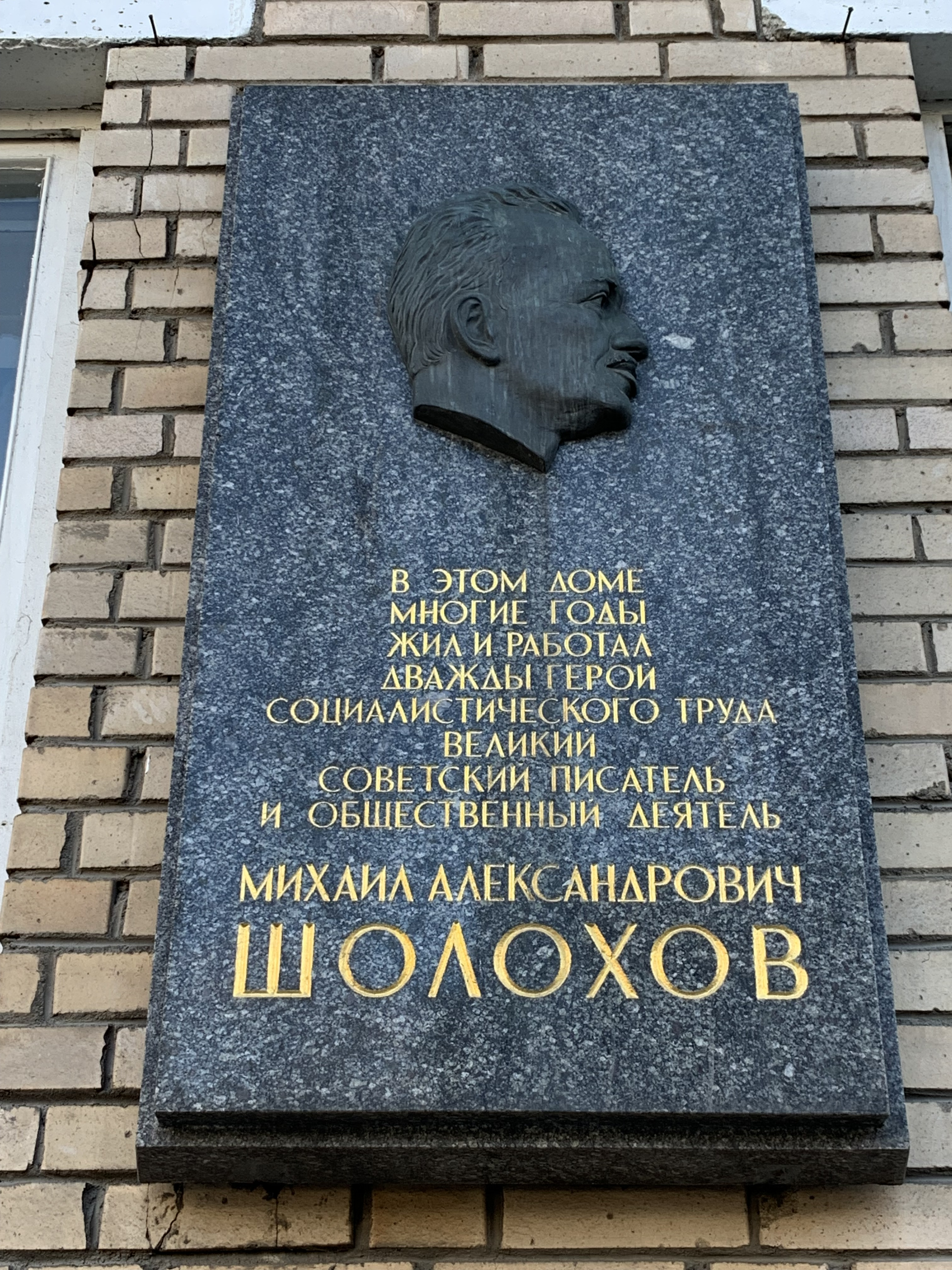
Мемориальная доска в Москве. Москва, Сивцев Вражек, д. 33. Здесь долгое время жил и работал писатель
Мемориальная доска на проспекте Шолохова Ростова-на-Дону
Мемориальная доска на здании вокзала станции Миллерово
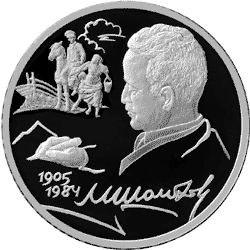
Памятная монета Банка России, посвящённая 100-летию со дня рождения М. А. Шолохова. 2 рубля, серебро, 2005 год

- Героям произведений Михаилу Шолохова установлены памятники:
  - Скульптурная композиция «Григорий и Аксинья» (Памятник героям «Тихого Дона» на берегу Дона в станице Вёшенской).
  - Скульптурная композиция «Григорий и Аксинья в лодке» (Памятник героям «Тихого Дона» на набережной Ростова-на-Дону).
  - Памятник казакам Тихого Дона на окраине хутора Кружилинский[47]. Скульпторы Н. В. Можаев, Э. М. Можаева, Н. Н. Щербаков. Архитектор В. И. Волошин.

### Мемориальные музеи
- Государственный музей-заповедник М. А. Шолохова (Ростовская область)
- Музей Шолохов-центр в Ростове-на-Дону
- Мемориальный музей М. А. Шолохова в Западном Казахстане
- Дом-музей М. А. Шолохова в Николаевске Николаевского района (Волгоградская область)
- Мемориальный музей-комната в Московском президентском кадетском училище

### В филателии

Почтовые марки
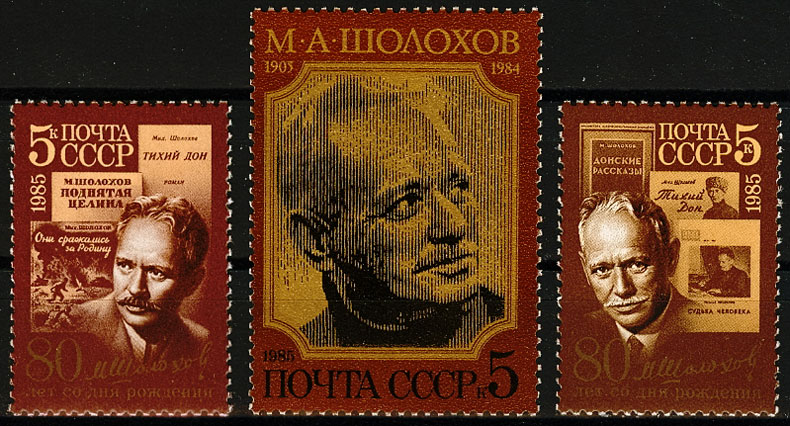
Марки СССР, 1985 год,  (ЦФА [АО «Марка»] #5562—5564; Mi #5509—5511)
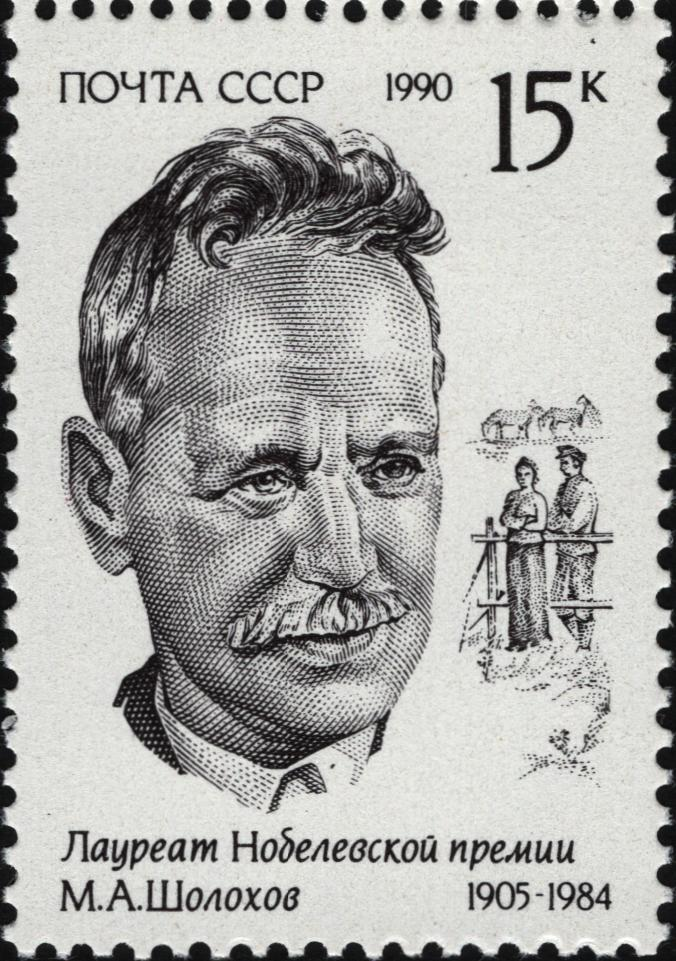
Марка СССР, 1990 год,  (ЦФА [АО «Марка»] #6258; Mi #6137)
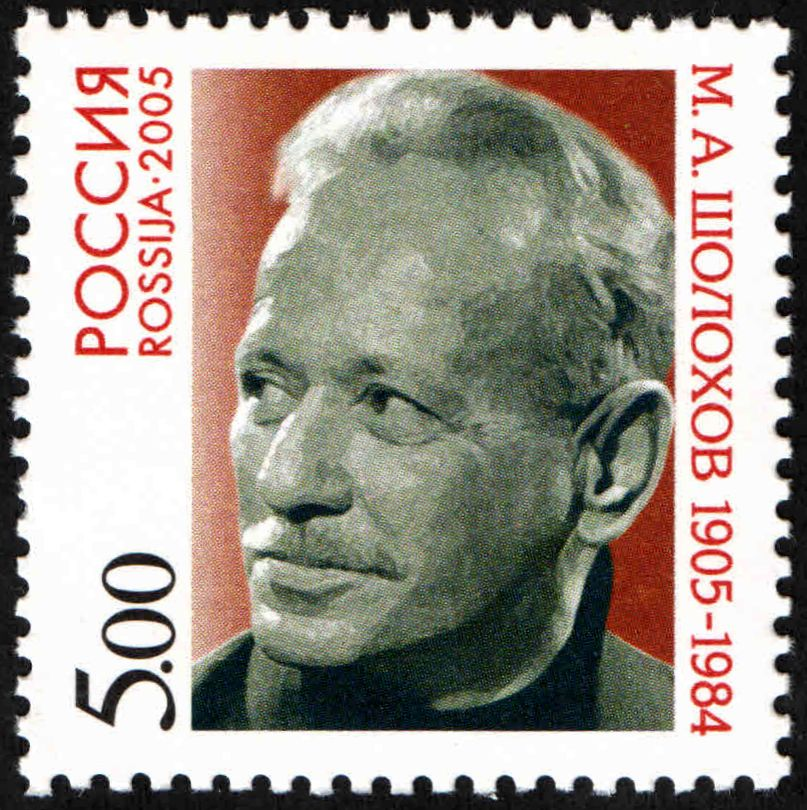
Марка России, 2005 год,  (ЦФА [АО «Марка»] #1031; Mi #1263)

## Проблема авторства текстов
Проблема авторства текстов, опубликованных под именем Шолохова, поднималась ещё в 1920-е годы, когда был впервые издан «Тихий Дон». Основной причиной сомнений оппонентов в авторстве Шолохова (как тогда, так и в более позднее время) стал необычайно молодой возраст автора, создавшего, причём в весьма сжатые сроки, столь грандиозное произведение, и особенно обстоятельства его биографии: роман демонстрирует хорошее знакомство с жизнью донского казачества, знание многих местностей на Дону, событий Первой мировой и Гражданской войны, происходивших, когда Шолохов был ребёнком и подростком. На этот аргумент исследователи отвечают, что роман был написан Шолоховым не в 20 лет, а писался на протяжении почти пятнадцати лет. Автор много времени проводил в архивах, часто общался с людьми, позже ставшими прототипами героев романа. По некоторым данным, прототипом Григория Мелехова был сослуживец отца Шолохова Харлампий Ермаков, один из тех, кто стоял во главе вёшенского восстания; он много времени проводил с будущим писателем, рассказывая о себе и о том, что повидал. Другой аргумент оппонентов — низкий, по мнениям некоторых критиков, художественный уровень шолоховских «Донских рассказов», предшествовавших роману.
В 1929 году по указанию И. В. Сталина была сформирована комиссия под руководством М. И. Ульяновой, расследовавшая данный вопрос и подтвердившая авторство М. А. Шолохова на основе предоставленных им рукописей романа. В дальнейшем рукопись затерялась и была обнаружена только в 1999 году. Основным аргументом сторонников единоличного авторства Шолохова до 1999 года считался черновой автограф значительной части текста «Тихого Дона» (более тысячи страниц), обнаруженный в 1987 году и хранящийся в Институте мировой литературы РАН. Сторонники авторства Шолохова всегда утверждали, что эта рукопись свидетельствует о тщательной авторской работе над романом, а неизвестная ранее история текста объясняет отмеченные их оппонентами ошибки и противоречия в романе. Кроме того, в 1970-х годах норвежский славист и математик Гейр Хьетсо провёл компьютерный анализ бесспорных текстов Шолохова, с одной стороны, и «Тихого Дона», с другой, и пришёл к выводу об авторстве Шолохова. Весомым аргументом также было то, что действие романа происходит в родных для Шолохова местах, а многие герои книги имеют своими прототипами людей, которых Шолохов знал лично. В 1999 году после многолетних поисков Институту мировой литературы им. А. М. Горького РАН удалось разыскать считавшиеся утерянными рукописи 1-й и 2-й книг «Тихого Дона». Проведённые три экспертизы: графологическая, текстологическая и идентификационная, удостоверили подлинность рукописи, её принадлежность своему времени и с научной обоснованностью решили проблему авторства «Тихого Дона», после чего сторонники авторства Шолохова сочли свою позицию безусловно доказанной. В 2006 году было выпущено факсимильное издание рукописи, дающее возможность каждому убедиться в подлинном авторстве романа.
Тем не менее ряд сторонников версии о плагиате на основании собственного анализа текстов остались при своём мнении. Оно сводится к тому, что Шолоховым, по всей видимости, была найдена рукопись неизвестного белого казака и переработана, так как оригинал не прошёл бы большевистскую цензуру и, возможно, рукопись была ещё «сырая». Таким образом, Шолоховым была создана своя рукопись, но на чужом материале.
Однако данная позиция, основанная на сегодняшний день только на предположениях, опровергается проведёнными экспертизами: «переписанный» и авторский тексты принципиально различны (в авторском видна работа над рукописью, над художественными образами; «переписанный» текст или даже «переложенный» в значительной степени теряет какие-либо признаки авторской работы, в нём заметны, зачастую визуально, явный схематизм и непрерывность изложения, отсутствие авторских правок, а с другой стороны — смысловая и художественная неравномерность, разнокачественность отдельных частей текста). На основании экспертизы, таким образом, можно с достаточной уверенностью сказать, что текст «Тихий Дон» является оригинальным, художественно цельным и приобретшим самостоятельную ценность, а не стал компиляцией фрагментов и образов другого произведения. Автором «Тихого Дона» является М. А. Шолохов.

## Список произведений

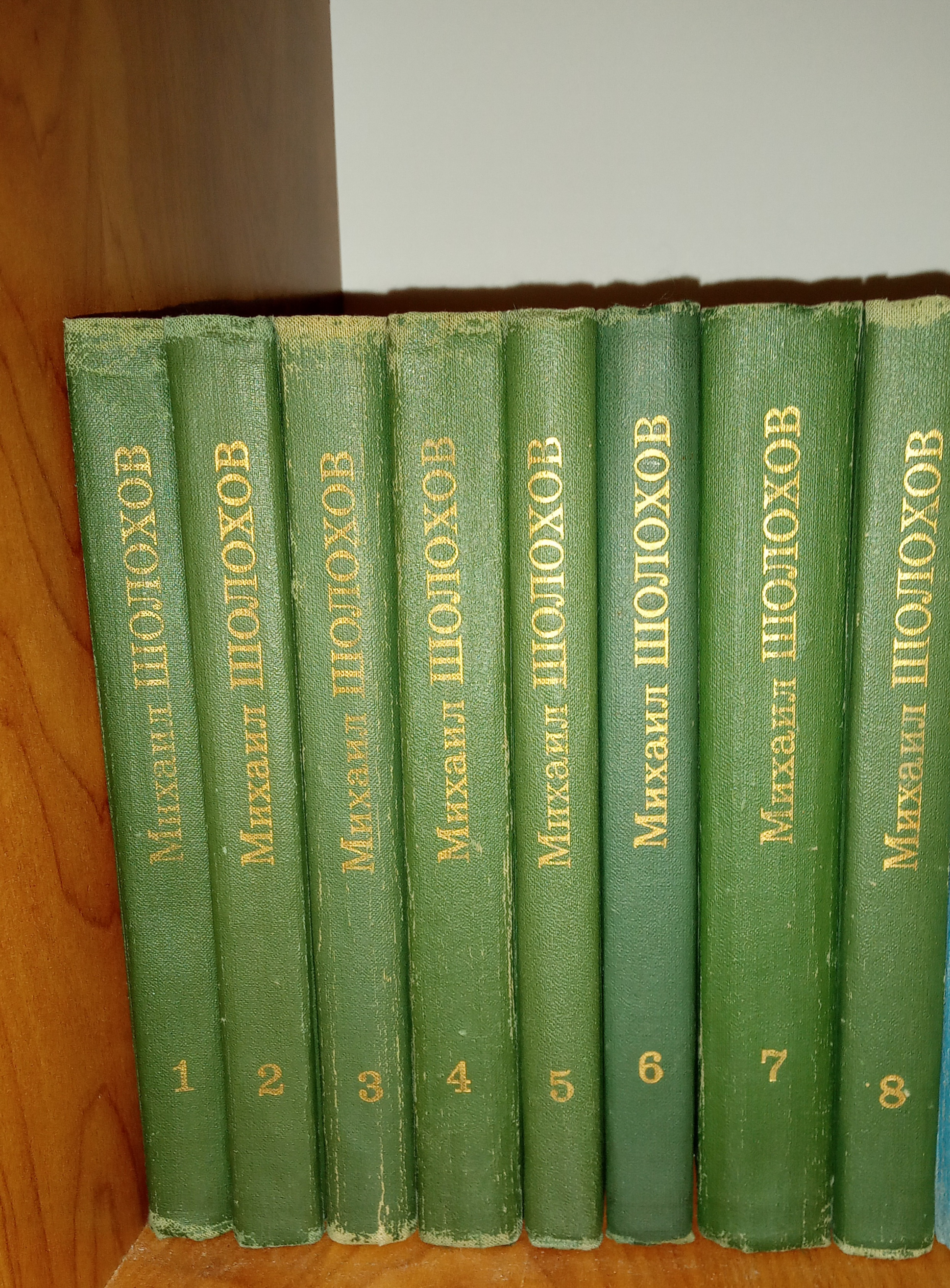
Михаил Шолохов. Собрание сочинений в 8 томах. Москва, издательство Правда, 1975 (серия «Библиотека „Огонёк“. Библиотека отечественной классики»)

- Донские рассказы (первая половина — середина 1920-х)
- Лазоревая степь (1926)
- Тихий Дон
- Поднятая целина
- Они сражались за Родину (сжёг рукопись романа)
- Наука ненависти
- Слово о Родине
- Судьба человека

Собрание сочинений состоит из десяти томов.
- Сочинил также поэму для детей, которую прочитал на Новогодней ёлке в Вёшенской, она была записана секретарём Вёшенского райкома партии П. К. Луговым, впоследствии отыскана в его архиве вёшенским журналистом П. Е. Чукариным, но до сих пор не опубликована. По словам Анатолия Калинина, ей «позавидовал бы и автор „Мухи-Цокотухи“»[54].

## Экранизация произведений
- «Тихий Дон» (1930) — режиссёры: Ольга Преображенская, Иван Правов.
- «Тихий Дон» (1958) — по одноимённому роману. Режиссёр и автор сценария — Сергей Герасимов.
- «Тихий Дон» (1992, выпущен в 2006) — режиссёр Сергей Бондарчук.
- «Тихий Дон» (2015) — сериал, режиссёр Сергей Урсуляк.
- Судьба человека (Мосфильм, 1959) — по одноимённому рассказу. Автор сценария — Юрий Лукин, режиссёр Сергей Бондарчук.
- Поднятая целина (1939) — по одноимённому роману.
- Поднятая целина (1959—1961) — по одноимённому роману.
- Нахалёнок (1961) — по одноимённому рассказу. Режиссёр — Евгений Карелов.
- Когда казаки плачут (1963) — по рассказам из цикла «Донские рассказы». Режиссёр — Евгений Моргунов.
- Донская повесть (1964) — по рассказам «Шибалково семя» и «Родинка». Режиссёр — Владимир Фетин.
- В лазоревой степи (киноальманах в 3 частях) — по ранним рассказам.
  - Коловерть (1970) (ч. 1)
  - Червоточина (1970) (ч. 2)
  - Продкомиссар (Мосфильм, 1970) (ч. 3)
- «Жеребёнок» (1959) — короткометражный фильм по рассказу М. А. Шолохова, режиссёр — Владимир Фетин.
- Непрошенная любовь (1964) — по рассказу «Чужая кровь», режиссёр — Владимир Монахов.
- «Они сражались за Родину» (1975) — по одноимённому роману, режиссёр — Сергей Бондарчук.
- Рождённый свободным (2005) — телефильм по рассказу М. А. Шолохова «Жеребёнок», режиссёр — Елена Ленская.
- Продкомиссар (2018) — короткометражный фильм по мотивам рассказа М. А. Шолохова «Продкомиссар», режиссёр — Максим Баралюк.